# Rinaldo Sagramola
Rinaldo Sagramola (Roma, 20 giugno 1954) è un dirigente sportivo italiano.

## Carriera

### Lodigiani
Inizia la carriera dirigenziale a poco più di 20 anni, alla Lodigiani, terza società calcistica di Roma, fondata da pochi mesi.
Sotto la sua gestione, la squadra raggiunge la promozione in Serie C1 e perde i play-off per essere promossa in Serie B. Fra i calciatori cresciuti in questo club e poi affermatisi in massima serie e in Nazionale figurano (tra gli altri): Francesco Totti, Luca Toni, Luigi Apolloni, Claudio Bellucci, David Di Michele, Christian Terlizzi, Andrea Silenzi, Emiliano Moretti.
Nel 1999 lascia la scrivania della Lodigiani, della quale è stato anche vice presidente, dopo venticinque anni.

### Vicenza
La successiva squadra per cui lavora è il Vicenza, da poco acquistato dalla finanziaria inglese ENIC, in cui approda nel 1999. I biancorossi ottengono subito la promozione in Serie A vincendo il campionato, quindi retrocedono alla fine dell'annata successiva e sotto la sua gestione militano per varie annata in seconda serie.
Insieme al direttore sportivo Renzo Castagnini (con il quale lavorerà anche a Brescia e a Palermo) contribuisce a portare in Veneto il futuro campione del mondo Luca Toni (all’esordio in massima serie, scoperto da Sagramola durante una partita tra le giovanili della Lodigiani e del Modena).
Si dimette nell'estate del 2004.

### Palermo
Nel 2004 diventa un dirigente del Palermo, alle dipendenze di Maurizio Zamparini come amministratore delegato.
Rimane al Palermo per otto stagioni, tutte in massima serie e con cinque qualificazioni alle coppe europee. 
In questo periodo il Palermo raggiunge i migliori risultati della sua storia: classificandosi per tre volte al quinto posto in Serie A (2005/06, 2006/07 e 2009/10), raggiungendo gli ottavi di finale di Coppa UEFA nel 2005/2006 e perdendo la finale di Coppa Italia nel 2010/2011.
È stato impegnato soprattutto nella ridistribuzione dei diritti televisivi e nel progetto per la costruzione di un nuovo stadio.
Lascia nel 2012 il capoluogo della Sicilia alla ricerca di nuovi stimoli professionali.

### Sampdoria
Dopo aver intrapreso contatti con la Sampdoria nel marzo del 2012, il 1º luglio seguente viene nominato direttore generale e amministratore delegato della società blucerchiata appena promossa in massima serie.
Il 10 marzo 2014 la Sampdoria e Sagramola risolvono il rapporto di collaborazione professionale di comune accordo.

### Brescia
Dal febbraio 2015, con la fiduciaria milanese Profida, diventa amministratore delegato e direttore generale del Brescia Calcio.
Ritrova Renzo Castagnini come direttore sportivo dopo oltre dieci anni.
A novembre 2017 lascia l'incarico dopo l'acquisto della società da parte di Massimo Cellino.

### Ritorno a Palermo
Nell'estate 2019, dopo il fallimento della società rosanero, viene coinvolto dall'amico Dario Mirri nel progetto di rinascita del calcio a Palermo.
Il 24 luglio 2019 viene nominato amministratore delegato della nuova società.
Partecipa attivamente alla ricostituzione della società rosanero, lavorando con il direttore sportivo Renzo Castagnini, contribuisce alla doppia promozione dalla Serie D alla Serie B nel giro di tre anni.

### Ritorno a Vicenza
Il 3 novembre 2022 fa il suo ritorno a Vicenza, dove ricopre i ruoli di Amministratore Delegato e Direttore Generale (ruolo già ricoperto nella precedente esperienza vicentina).
Rassegna le dimissioni il 17 dicembre 2023, al termine della sconfitta esterna 4-1 contro il Trento.